# Cox-Klemin TW-2
El Cox-Klemin TW-2 fue un avión de entrenamiento biplano estadounidense de los años 20 del siglo XX, construido por la Cox-Klemin Aircraft Corporation.

## Diseño y desarrollo
Biplano de diseño convencional con alas de misma envergadura y un solo vano. Empleaba un sistema de arriostramiento de tipo Fokker con soportes entreplanos y de cabaña metálicos con forma de N, no empleando cables. Estaba propulsado por un motor V-8 Wright-Hispano E (V-718) refrigerado por agua. Fueron construidos tres aviones, que se entregaron en McCook Field para realizar pruebas estáticas (uno de los ejemplares, matrícula AS68540) y de vuelo (los otros dos, matrículas AS68541 y AS68542). Estos últimos recibieron los números de proyecto P-264 y P-286.
En las pruebas realizadas se identificaron varias deficiencias, siendo devueltos al fabricante.

## Operadores
Estados Unidos
- Servicio Aéreo del Ejército de los Estados Unidos

## Especificaciones
Referencia datos: American Military Training Aircraft

### Características generales
- Tripulación: Dos
- Longitud: 7,2 m (23,8 ft)
- Envergadura: 8,8 m (29 ft)
- Peso máximo al despegue: 1136 kg[2]
- Planta motriz: 1× motor lineal V-8 refrigerado por agua Wright-Hispano E (V-718).
  - Potencia: 134 kW (185 HP; 182 CV)

### Rendimiento
- Velocidad nunca excedida (Vne): 159,33 km/h[2]
- Velocidad crucero (Vc): 125 km/h[2]

## Aeronaves relacionadas

### Secuencias de designación
- Secuencia TW-_ (Entrenador, refrigerado por Agua, del USAAS, 1919-1924): TW-1 - TW-2 - TW-3 - TW-4 - TW-5